# طواف هوت فار 2016
طواف هوت فار 2016 (بالإنجليزية: 2016 Tour du Haut Var)‏ هو سباق دراجات هوائية أقيم خلال الفترة 20 فبراير 2016 ، وحتى 21 فبراير 2016 . وامتدّ لمسافة 359.8 كيلومتر . وهو أحد سباقات طواف أوروبا للدراجات 2016 .

## الفرق
| فرق عالمية (8)- AG2R La Mondiale - بي إم سي راسينغ - Cannondale - Etixx-Quick Step - FDJ - Katusha - Lampre-Merida - موفيستار فرق قارية محترفة (6)- أندروني جوكاتولي-سيدرمك 2016 ‏ - Cofidis, Solutions Crédits - ديلكو ‏ - Direct Énergie - Fortuneo-Vital Concept - Wanty-Groupe Gobert فرق قارية (5)- أرمي دي تير 2016 ‏ - إتش بي بي تي بي – أوبير 93 ‏ - Van Rysel–Roubaix ‏ - فيرانداس ويلمز 2016 ‏ - بنجوال باوليز ساوكس دبليو بي ‏ |  |
| |  |

## المراحل
| المرحلة   | التاريخ   | الدورة                                    | type         | المسافة (كم) | الفائز بالمرحلة | القائد العام    |
| --------- | --------- | ----------------------------------------- | ------------ | ------------ | --------------- | --------------- |
| المرحلة 1 | 20 فبراير | Le Cannet-des-Maures ‏ – Bagnols-en-Forêt ‏ | مرحلة التلال | 153          | توم جيلتا سلاتر | توم جيلتا سلاتر |
| المرحلة 2 | 21 فبراير | درغواينيان – درغواينيان                   | مرحلة التلال | 206٫8        | آرثر فيشوت      | آرثر فيشوت      |

## النتيجة

### مرحلة 1
في تاريخ20 فبراير 2016
| \| التصنيف العام \| التصنيف العام \| التصنيف العام \| التصنيف العام \| التصنيف العام \| \| العداء \| العداء \| الفريق \| الوقت \| \| \| ------------- \| --------------- \| ------------- \| ------------- \| ------------- \| \| 1 \| توم جيلتا سلاتر \| Cannondale \| \| \| |                 |            |       |  |
| |                 |            |       |  |
| مصدر: ProCyclingStats |                 |            |       |  |
| التصنيف العام |                 |            |       |  |
| العداء | العداء          | الفريق     | الوقت |  |
| 1 | توم جيلتا سلاتر | Cannondale |       |  |

### مرحلة 2
في تاريخ21 فبراير 2016
| \| التصنيف العام \| التصنيف العام \| التصنيف العام \| التصنيف العام \| التصنيف العام \| \| العداء \| العداء \| الفريق \| الوقت \| \| \| ------------- \| ------------- \| ------------- \| ------------- \| ------------- \| |        |        |       |  |
| |        |        |       |  |
| مصدر: ProCyclingStats |        |        |       |  |
| التصنيف العام |        |        |       |  |
| العداء | العداء | الفريق | الوقت |  |

## التصنيف العام النهائي
| \| التصنيف العام \| التصنيف العام \| التصنيف العام \| التصنيف العام \| التصنيف العام \| \| العداء \| العداء \| الفريق \| الوقت \| \| \| ------------- \| ------------- \| ------------- \| ------------- \| ------------- \| \| 1 \| آرثر فيشوت \| FDJ \| \| \| \| 2 \| خيسوس هييرادة \| Movistar Team \| \| \| \| 3 \| دييغو يليسي \| Lampre-Merida \| \| \| |               |               |       |  |
| |               |               |       |  |
| مصادر: ProCyclingStats Cycling Quotient Cycling Archives |               |               |       |  |
| التصنيف العام |               |               |       |  |
| العداء | العداء        | الفريق        | الوقت |  |
| 1 | آرثر فيشوت    | FDJ           |       |  |
| 2 | خيسوس هييرادة | Movistar Team |       |  |
| 3 | دييغو يليسي   | Lampre-Merida |       |  |

## وصلات خارجية
- طواف هوت فار 2016 على موقع إحصائيات الدراجات الإحترافية (الإنجليزية)